# دقيقة كبريتية وسطى أحادية الخلية
دقيقة كبريتية وسطى أحادية الخلية (الاسم العلمي: Thiomonas intermedia) هي نوع من البكتيريا، سلبية الغرام، تتبع جنس الدقائق كبريتية أحادية الخلية.